# Ralph Meeker
Ralph Meeker (* 21. November 1920 in Minneapolis; † 5. August 1988 in Los Angeles; eigentlich Ralph Rathgeber) war ein US-amerikanischer Schauspieler.

## Leben
Ralph Meeker wuchs in Chicago auf. Nach dem Abschluss der Leelanau School in Michigan studierte er von 1938 bis 1942 Musik und Schauspiel an der Northwestern University in Evanston. Anschließend ging er zur Marine.
Sein Schauspieldebüt gab Meeker 1943 in dem Theaterstück The Doughgirls. Nach dessen Absetzung zog er nach New York. Im Rahmen des USO-Programms reiste er Anfang 1945 nach Italien und spielte dort vor amerikanischen Soldaten. 1947 erhielt er für seinen Auftritt in dem Stück Mister Roberts (er war die Zweitbesetzung für Henry Fondas Rolle) einen Theatre World-Award. Zwei Jahre später ersetzte er Marlon Brando in Elia Kazans Bühnenversion des Dramas Endstation Sehnsucht. In der Schweizer Nachkriegsproduktion Die Vier im Jeep, die bei der ersten Berlinale einen Goldenen Bären erhielt, gab Meeker 1951 sein Filmdebüt. Im gleichen Jahr war er in der Hollywood-Produktion Teresa des Regisseurs Fred Zinnemann zu sehen. Er schloss einen Vertrag mit MGM und wirkte in der Folge in Filmen wie Glory Alley von Raoul Walsh, Nackte Gewalt von Anthony Mann und Sekunden der Angst von John Sturges mit.
1953 spielte er am Broadway die Hauptrolle in William Inges Stück Picknick und wurde für seine Darstellung mit einem New York Critics Circle Award ausgezeichnet. Eine Beteiligung an der gleichnamigen Verfilmung lehnte Meeker ab, da er sich nicht vertraglich an Paramount Pictures binden wollte. 1955 übernahm er die Hauptrolle als Privatdetektiv Mike Hammer in Robert Aldrichs Kriminalfilm Rattennest. Es folgten Auftritte in Hölle der tausend Martern von Samuel Fuller, Paul Henreids zweiter Regiearbeit Unter Mordverdacht und der ersten Episode der Fernsehserie Alfred Hitchcock Presents. Daneben fungierte Meeker zeitweise als Gastgeber der Sendung Toast of the Town, die später in The Ed Sullivan Show umbenannt wurde. Stanley Kubrick besetzte ihn 1957 für die Rolle eines zum Tode verurteilten Soldaten in Wege zum Ruhm.
Meeker, zu dessen Markenzeichen eine heisere Stimme zählte, pendelte zwischen Hauptrollen und markanten Nebenrollen – oft gab er machohafte Charaktere, sowohl als Filmheld, Antiheld oder Schurke. In den 1960er und 1970er Jahren war Meeker hauptsächlich in Fernsehproduktionen zu sehen. Am Theater spielte er ab 1964 in zwei Stücken unter der Regie von Elia Kazan. 1967 kam es für den Film Das dreckige Dutzend zu einer zweiten Zusammenarbeit mit Robert Aldrich und der dritten mit Charles Bronson. 1968 spielte Meeker den Gangster George Moran in Roger Cormans Verfilmung des Valentinstag-Massakers. 1970 wirkte er in John Frankenheimers Der Sheriff und Sidney Lumets Der Anderson-Clan mit, 1979 in Der Philadelphia-Clan. Seinen letzten Filmauftritt absolvierte er 1980 in Das Geheimnis der fliegenden Teufel. 1980 erlitt er den ersten von mehreren Schlaganfällen in seinen letzten Lebensjahren, daraufhin zog er sich aus dem Schauspielgeschäft zurück.
Am 20. Juli 1964 heiratete Meeker die Schauspielerin Salome Jens, von der er sich 1966 scheiden ließ. Die Ehe mit Colleen Meeker zwischen 1970 und 1981 wurde ebenfalls geschieden, seine dritte Ehe mit Millicent Meeker hielt bis zu seinem Tod. Ralph Meeker starb am 5. August 1988 im Alter von 67 Jahren in Woodland Hills an einem Herzinfarkt.

## Filmografie (Auswahl)
- 1951: Die Vier im Jeep
- 1951: Teresa
- 1952: Glory Alley
- 1953: Nackte Gewalt (The Naked Spur)
- 1953: Sekunden der Angst (Jeopardy)
- 1955: Blutgeld (Big House, U.S.A.)
- 1955: Rattennest (Kiss Me Deadly)
- 1955: Abrechnung in Fort Valeau (Desert Sands)
- 1956: Unter Mordverdacht (A Woman’s Devotion)
- 1956: Hölle der tausend Martern (Run of the Arrow)
- 1957: Wege zum Ruhm (Paths of Glory)
- 1957: Traum in Pink (The Fuzzy Pink Nightgown)
- 1961: Ada – Frau mit Vergangenheit (Ada)
- 1961: Wilde Knospen (Something Wild)
- 1963: Zwei Frauen um Joe (Wall of Noise)
- 1967: Das dreckige Dutzend (The Dirty Dozen)
- 1967: Chicago-Massaker (The St. Valentine's Day Massacre)
- 1968: Der Detektiv (The Detective)
- 1969: Die Teuflische Acht (The Devil’s 8)
- 1970: Der Sheriff (I Walk The Line)
- 1971: Der Anderson-Clan (The Anderson Tapes)
- 1972: Ein Draht im Kopf (The Happiness Cage)
- 1973: Duell der Helikopter (Birds of Prey)
- 1975: Brannigan – Ein Mann aus Stahl (Brannigan)
- 1976: Die Insel der Ungeheuer (The Food of the Gods)
- 1978: My Boys Are Good Boys (auch Produzent)
- 1979: Der Philadelphia-Clan (Winter Kills)
- 1980: Das Geheimnis der fliegenden Teufel (Without Warning)